# Panama (Nebraska)
Panama – wieś w Stanach Zjednoczonych, w stanie Nebraska, w hrabstwie Lancaster.